# Ermita de San Blas (Cortes de Arenoso)
La ermita de San Blas, localizada al sur del municipio de Cortes de Arenoso, en la comarca del Alto Mijares es un lugar de culto catalogado como Bien de relevancia local, según la Disposición Adicional Quinta de la Ley 5/2007, de 9 de febrero, de la Generalidad Valenciana, de modificación de la Ley 4/1998, de 11 de junio, del Patrimonio Cultural Valenciano (DOCV Núm. 5.449 / 13/02/2007), con código identificativo: 12.08.048-002.
La ermita se encuentra cerca de un grupo de viviendas conocidas como “Grupo de viviendas San Blas”, muy cerca de Cortes de Arenoso, pese a lo cual su estado de conservación no el adecuado. Se construyó entre los siglos XV y XVI. Se trata de un edificio exento, de carácter rústico y sencillo. Su planta es rectangular y la techumbre a dos aguas con acabado en tejas. La fábrica es de mampostería que antaño estuvo blanqueada, reforzada por tres grandes contrafuertes en cada uno de los laterales. Entre los dos primeros contrafuertes del lado de la derecha está la puerta de acceso, a la que se llega a través de un pequeño atrio que surge de presentar la techumbre continuidad entre los contrafuertes. La puerta por su parte está enmarcada por un arco de medio punto hecho de dovelas de piedra. El templo presenta a los pies de la planta un remate en forma de hastial que da origen a una espadaña para una campana cubierta con tejadillo. En la cabecera y como prolongación de la planta se encuentra la sacristía, que acaba formando una unidad con el resto del edificio. Externamente no presenta ni decoración ni ornamentos.
La fiesta se celebra en agosto, momento en el que se lleva a cabo una romería.